# Jóko Óta
Jóko Óta (18. listopadu 1906 Hirošima – 10. prosince 1963 Inawaširo), byla japonská spisovatelka.

## Dílo
Její dílo se téměř výhradně věnuje svržení atomové bomby na Hirošimu, o zničení Hirošimy informovala jako první v eseji Záblesk jako na dně mořském, který vyšel v japonských novinách Asaki dne 30. srpna 1945.
- Město mrtvol – psáno 1945, vydáno 1948
- Lidské cáry (1951)
- Poloviční lidé (1954)
- Město a lidé ve večerním bezvětří